# Oulches-la-Vallée-Foulon
Oulches-la-Vallée-Foulon è un comune francese di 53 abitanti situato nel dipartimento dell'Aisne della regione dell'Alta Francia.

## Società

### Evoluzione demografica
Abitanti censiti